# Lucky Louie
Lucky Louie ist eine US-amerikanische Sitcom, die von Louis C.K. entwickelt wurde. Obwohl für die erste Staffel 13 Episoden produziert wurden, liefen im Sommer 2006 nur 12 von ihnen beim Kabelsender HBO. Louis C. K. war neben Schöpfer, Autor und Produzent auch der Hauptdarsteller der Serie, in der Rolle des Louie, eines Teilzeitmechanikers.

## Handlung
Die Serie dreht sich um das Leben von Louie, der mit seiner Ehefrau Kim – einer Krankenschwester – und der gemeinsamen vierjährigen Tochter Lucy zusammenlebt. Die Serie wurde live vor einem Studiopublikum aufgenommen.

## Hintergrund
HBO orderte 12 Episoden der Serie, welche im Sommer 2006 ausgestrahlt wurden. Im September 2006 verkündete HBO das Absetzen der Serie.
Auf den ersten Blick ist Lucky Louie eine klassische Situationskomödie, inspiriert durch die Serien von Norman Lear. Wie viele klassische Sitcoms erzählt die Serie das Leben einer einfachen Familie der Arbeiterschicht. Louis C. K. entschied sich bewusst dafür, das Set seiner Show simpel und spartanisch zu halten. Es werden unter anderem Themen mit Bezug zu Sex und Rassismus angesprochen. Außerdem wird eine zum Teil vulgäre Sprache benutzt.
HBO veröffentlichte die Serie am 30. Januar 2007 auf DVD. Die DVD enthält die unausgestrahlte 13. Episode sowie auch Kommentare und eine Sicht auf das Aufnahmeset einer Episode.